# Дрезно (Мазовецьке воєводство)
Дрезно (пол. Drezno) — село в Польщі, у гміні Цепелюв Ліпського повіту Мазовецького воєводства.
Населення — 95 осіб (2011).
У 1975-1998 роках село належало до Радомського воєводства.

## Демографія
Демографічна структура станом на 31 березня 2011 року:
|          | Загалом | Допрацездатний вік | Працездатний вік | Постпрацездатний вік |
| -------- | ------- | ------------------ | ---------------- | -------------------- |
| Чоловіки | 42      | 7                  | 33               | 2                    |
| Жінки    | 53      | 15                 | 30               | 8                    |
| Разом    | 95      | 22                 | 63               | 10                   |